# 工事担任者資格者証

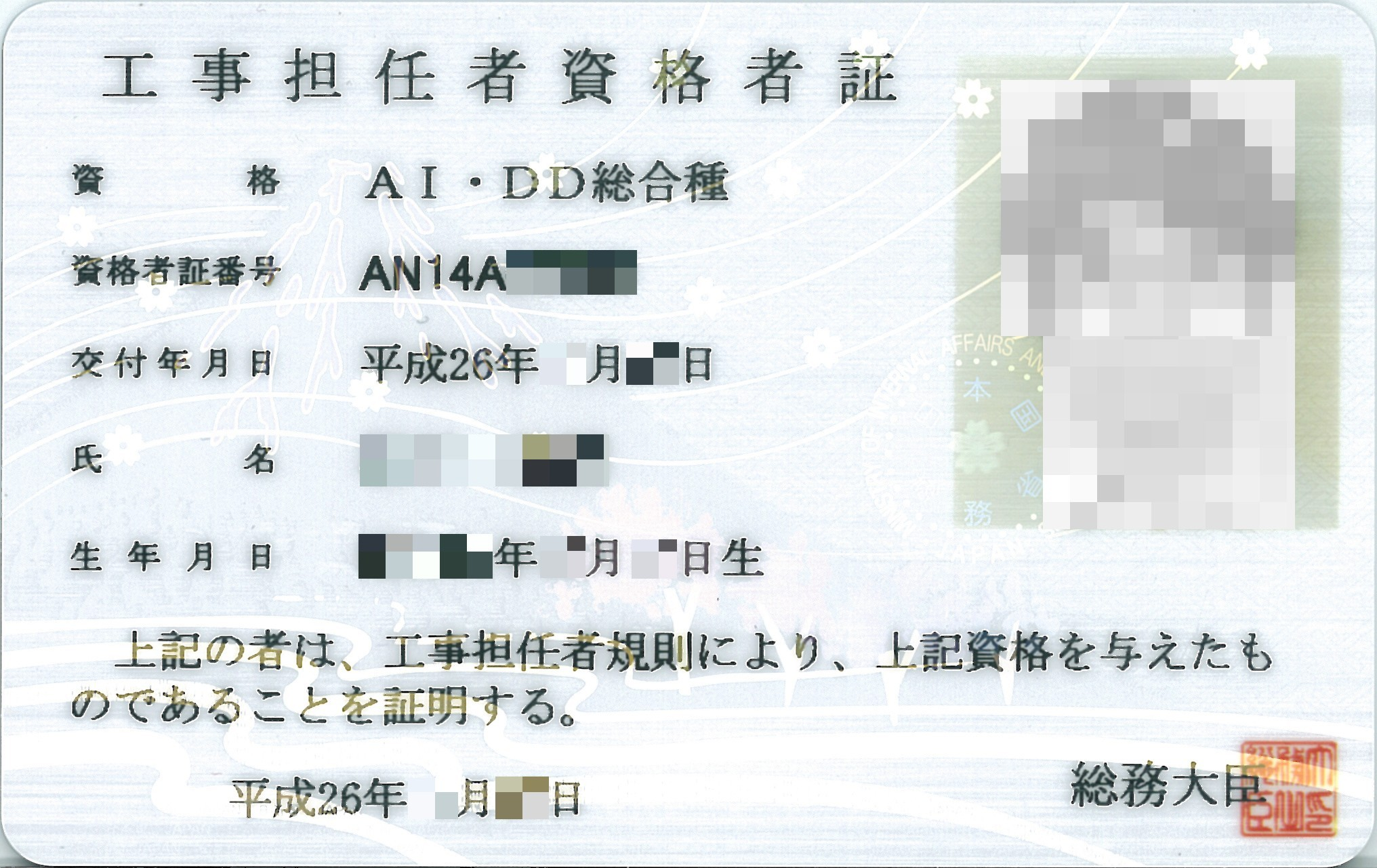

工事担任者資格者証 (こうじたんにんしゃしかくしゃしょう、以下資格者証として表記) は申請により総務大臣が交付する、工事担任者の資格者証である。
有効期限はない。資格者証の交付を受けた者は「端末設備等の接続に関する知識及び技術の向上を図る」努力義務がかされる。

## 様式
現在交付される資格者証は免許証の寸法は、運転免許証やクレジットカードと同じ、縦5.4cm×横8.56cmである。表面には写真、資格の種類、資格者証番号、交付年月日、氏名、生年月日が、裏面には注意事項が記載される。

## 交付申請
交付申請書(以下申請書として表記)は、受験した試験地又は修了した養成課程の主たる実施の場所を管轄する総合通信局へ申請をする。
申請書に必要書類(氏名及び生年月日を証明する書類(住民票の写し、全部事項証明書（戸籍謄本）、個人事項証明書（戸籍抄本）、住民票の記載事項証明書又は印鑑証明書等のいずれか1通)、写真、養成課程の修了証明書(養成課程を修了して申請する場合))を添えたうえで総務大臣に申請する。申請は試験に合格した日、養成課程を修了した日、認定を受けた日から三月以内に行わなければならない。ただし、申請書に住民票コードを記載した場合、他の資格証の交付を受けていて当該資格証の番号を申請書に記載するとき、電気通信主任技術者資格者証の交付を受けていて当該資格者証の番号を申請書に記載するとき、無線従事者免許証の交付を受けていて当該免許証の番号を申請書に記載するときは氏名及び生年月日を証明する書類を添付する必要はない。
手数料として1700円を納めなくてはならない。

## 再交付
氏名に変更を生じたとき又は資格者証を汚し、破り若しくは失つたとき再交付を受けることができる。1350円納付しなければならない。以下の書類が必要である。
| 氏名に変更が生じたとき     | 申請書、資格者証、写真一枚、氏名の変更の事実を証する書類 |
| 資格者証を汚し、破ったとき | 申請書、資格者証、写真一枚                               |
| 失ったとき                 | 申請書、写真一枚                                         |

## 返納
資格者証を受けているものが電気通信事業法及び電気通信事業法基づく命令の規定に違反したときは総務大臣は資格者証の返納を命令でき、その処分を受けた日から十日以内にその資格者証を総務大臣に返納しなければならない。また、紛失により再交付をうけた後紛失した資格者証を発見した場合も十日以内にその資格者証を総務大臣に返納しなければならない。